# Ґордон Белфор
Ґордон Белфор (англ. Gordon Balfour, 25 грудня 1882 — 31 липня 1949) — канадський академічний веслувальник.
Бронзовий призер Олімпійських Ігор 1908 (розпашні четвірки без стернового), 1908 (вісімки) років.